# 菊地直子
菊地直子（日语：／ Kikuchi Naoko，1971年12月9日—），生於日本埼玉縣草加市，奧姆真理教信徒。

## 生平
因涉入東京地鐵沙林毒氣事件，遭日本警方通緝，於2012年6月3日，於相模原市遭逮捕，是這個事件中倒數第二位落網者。日本警方懷疑她也涉入東京都廳包裹炸彈事件。
2015年，東京地方法院判決菊地直子在東京都廳包裹炸彈事件犯有「協助謀殺未遂罪」，判處入獄5年。她其後提出上訴，最終於2017年12月27日獲日本最高法院判決無罪。